# Halowe Mistrzostwa Europy w Lekkoatletyce 1977
VIII Halowe Mistrzostwa Europy odbyły się 12–13 marca 1977 w San Sebastián w Velódromo de Anoeta.

## Wyniki zawodów

### Mężczyźni

#### Konkurencje biegowe
| konkurencja                           | złoto                           | złoto     | srebro                        | srebro | brąz                       | brąz   |
| ------------------------------------- | ------------------------------- | --------- | ----------------------------- | ------ | -------------------------- | ------ |
| Bieg na 60 m (szczegóły)              | Walery Borzow · ZSRR            | 6,58      | Christer Garpenborg · Szwecja | 6,60   | Marian Woronin · Polska    | 6,67   |
| Bieg na 400 m (szczegóły)             | Fons Brydenbach · Belgia        | 46,53     | Francis Demarthon · Francja   | 47,11  | Marian Gęsicki · Polska    | 47,21  |
| Bieg na 800 m (szczegóły)             | Sebastian Coe · Wielka Brytania | 1:46,5 CR | Erwin Gohlke · NRD            | 1:47,2 | Rolf Gysin · Szwajcaria    | 1:47,6 |
| Bieg na 1500 m (szczegóły)            | Jürgen Straub · NRD             | 3:46,5    | Paul-Heinz Wellmann · RFN     | 3:46,6 | János Zemen · Węgry        | 3:46,6 |
| Bieg na 3000 m (szczegóły)            | Karl Fleschen · RFN             | 7:57,7    | Pekka Päivärinta · Finlandia  | 7:59,3 | Markus Ryffel · Szwajcaria | 8:00,3 |
| Bieg na 60 m przez płotki (szczegóły) | Thomas Munkelt · NRD            | 7,62 WR   | Wiktor Miasnikow · ZSRR       | 7,79   | Arto Bryggare · Finlandia  | 7,79   |

#### Konkurencje techniczne
| konkurencja                | złoto                          | złoto   | srebro                           | srebro | brąz                      | brąz  |
| -------------------------- | ------------------------------ | ------- | -------------------------------- | ------ | ------------------------- | ----- |
| Skok wzwyż (szczegóły)     | Jacek Wszoła · Polska          | 2,25 CR | Rolf Beilschmidt · NRD           | 2,22   | Ruud Wielart · Holandia   | 2,22  |
| Skok o tyczce (szczegóły)  | Władysław Kozakiewicz · Polska | 5,51 CR | Antti Kalliomäki · Finlandia     | 5,30   | Mariusz Klimczyk · Polska | 5,20  |
| Skok w dal (szczegóły)     | Hans Baumgartner · RFN         | 7,96    | Lutz Franke · NRD                | 7,89   | László Szalma · Węgry     | 7,78  |
| Trójskok (szczegóły)       | Wiktor Saniejew · ZSRR         | 16,65   | Jaak Uudmäe · ZSRR               | 16,46  | Bernard Lamitié · Francja | 16,45 |
| Pchnięcie kulą (szczegóły) | Hreinn Halldórsson · Islandia  | 20,59   | Geoffrey Capes · Wielka Brytania | 20,46  | Władysław Komar · Polska  | 20,17 |

### Kobiety

#### Konkurencje biegowe
| konkurencja                           | złoto                            | złoto     | srebro                         | srebro | brąz                          | brąz   |
| ------------------------------------- | -------------------------------- | --------- | ------------------------------ | ------ | ----------------------------- | ------ |
| Bieg na 60 m (szczegóły)              | Marlies Oelsner · NRD            | 7,17      | Ludmiła Storożkowa · ZSRR      | 7,24   | Rita Bottiglieri · Włochy     | 7,34   |
| Bieg na 400 m (szczegóły)             | Marita Koch · NRD                | 51,14 WR  | Verona Elder · Wielka Brytania | 52,75  | Jelica Pavličić · Jugosławia  | 53,49  |
| Bieg na 800 m (szczegóły)             | Jane Colebrook · Wielka Brytania | 2:01,1 WR | Totka Petrowa · Bułgaria       | 2:01,2 | Elżbieta Katolik · Polska     | 2:01,3 |
| Bieg na 1500 m (szczegóły)            | Mary Stewart · Wielka Brytania   | 4:09,4 CR | Weseła Jacinska · Bułgaria     | 4:10,0 | Rumjana Czawdarowa · Bułgaria | 4:11,3 |
| Bieg na 60 m przez płotki (szczegóły) | Lubow Nikitienko · ZSRR          | 8,29      | Zofia Filip · Polska           | 8,34   | Rita Bottiglieri · Włochy     | 8,39   |

#### Konkurencje techniczne
| konkurencja                | złoto                               | złoto    | srebro                   | srebro | brąz                    | brąz  |
| -------------------------- | ----------------------------------- | -------- | ------------------------ | ------ | ----------------------- | ----- |
| Skok wzwyż (szczegóły)     | Sara Simeoni · Włochy               | 1,92     | Brigitte Holzapfel · RFN | 1,89   | Edit Sámuel · Węgry     | 1,86  |
| Skok w dal (szczegóły)     | Jarmila Nygrýnová · Czechosłowacja  | 6,63     | Ildikó Szabó · Węgry     | 6,55   | Heidemarie Wycisk · NRD | 6,40  |
| Pchnięcie kulą (szczegóły) | Helena Fibingerová · Czechosłowacja | 21,46 CR | Ilona Slupianek · NRD    | 21,12  | Eva Wilms · RFN         | 20,87 |

## Klasyfikacja medalowa
| Miejsce | Państwo         | Złoto | Srebro | Brąz | Razem |
| ------- | --------------- | ----- | ------ | ---- | ----- |
| 1.      | NRD             | 4     | 4      | 1    | 9     |
| 2.      | ZSRR            | 3     | 3      | 0    | 6     |
| 3.      | Wielka Brytania | 3     | 2      | 0    | 5     |
| 4.      | RFN             | 2     | 2      | 1    | 5     |
| 5.      | Polska          | 2     | 1      | 5    | 8     |
| 6.      | Czechosłowacja  | 2     | 0      | 0    | 2     |
| 7.      | Włochy          | 1     | 0      | 2    | 3     |
| 8.      | Belgia          | 1     | 0      | 0    | 1     |
| 8.      | Islandia        | 1     | 0      | 0    | 1     |
| 10.     | Bułgaria        | 0     | 2      | 1    | 3     |
| 10.     | Finlandia       | 0     | 2      | 1    | 3     |
| 12.     | Węgry           | 0     | 1      | 3    | 4     |
| 13.     | Francja         | 0     | 1      | 1    | 2     |
| 14.     | Szwecja         | 0     | 1      | 0    | 1     |
| 15.     | Szwajcaria      | 0     | 0      | 2    | 2     |
| 16.     | Holandia        | 0     | 0      | 1    | 1     |
| 16.     | Jugosławia      | 0     | 0      | 1    | 1     |
| Razem   | Razem           | 19    | 19     | 19   | 57    |

## Objaśnienia skrótów
WR – rekord świata
CR – rekord mistrzostw Europy